# Un homme très recherché (film)
Pour l’article homonyme, voir Un homme très recherché.
Pour plus de détails, voir Fiche technique et Distribution.
Un homme très recherché (A Most Wanted Man) est un film d'espionnage britannique écrit par Andrew Bovell et réalisé par Anton Corbijn, adapté du roman d'espionnage Un homme très recherché de John le Carré et sorti en salles en 2014. Il met en vedette Philip Seymour Hoffman, Rachel McAdams, Willem Dafoe, Robin Wright, Daniel Brühl et Nina Hoss.
Un homme très recherché est présenté au Festival de Sundance en janvier 2014 et a fait partie des films en compétition au Festival international du film de Moscou.

## Synopsis

### L'intrigue
À Hambourg, Issa, un jeune clandestin musulman tchétchène, se retrouve au milieu des intrigues des services de renseignements allemands et américains.

### Le résumé
Issa Karpov, réfugié politique tchétchène ayant été torturé par les forces de sécurité russes, débarque illégalement à Hambourg. Parallèlement, Gunther Bachmann, chef d'une unité gouvernementale secrète cherchant à recruter des informateurs locaux ayant un lien avec une organisation de terroristes islamistes, apprend l'arrivée de Karpov et ses liens présumés avec des terroristes tchétchènes. Bachmann suit également un certain Dr Faisal Abdullah, un riche philanthrope musulman local qu'il suspecte de transférer une partie de ses fonds légitimes à des ONG et aussi à Al-Qaida, bien que son équipe soit incapable de prouver les faits. Le chef du renseignement intérieur allemand, Mohr, et une attachée diplomatique américaine, Martha Sullivan, apprennent l'existence de ces affaires, pour lesquelles ils développent un intérêt. Alors que Mohr et Martha Sullivan sont plus enclins à la capture rapide des suspects d'ici 72 heures, Bachmann préfère quant à lui les suivre et avoir des informateurs haut placés. Il est révélé que Bachmann est en disgrâce après avoir essuyé un échec sérieux au cours d'une précédente mission à Beyrouth et il semble montrer pour eux des signes de négligence, mais c'est un agent qui comprend le terrorisme islamiste, tout en n'ayant que très peu confiance envers les politiciens et les agents de la CIA dont l'un d'entre eux a fait dévoiler son réseau antiterroriste à Beyrouth auparavant qui a été après démantelé avec des décès collatéraux.
Grâce à un contact turc chez qui il s'est réfugié par amitié tchétchène, Issa rencontre une jeune avocate, Annabel Richter, fille d'un juge avec lequel elle s'oppose par pacifisme, qui lui permet d'entrer en contact à la demande d'Issa Karpov avec Tommy Brue, un riche banquier dont le père avait autrefois blanchi de l'argent provenant de la mafia russe pour le défunt père d'Issa. Le jeune homme est l'héritier légitime du compte de son père, contenant plusieurs millions de dollars. Mais Issa affirme être tchétchène de confession musulmane par sa défunte mère (qui fut violée par son père à 15 ans et morte à sa naissance) et il ne veut pas de l'argent de son père qu'il récuse alors qu'il aime sa mère qu'il n'a pas connu. Bachmann et son équipe parviennent à faire de Tommy Brue et d'Annabel des atouts à leur cause, en enlevant Annabel pour lui dire qu'il veut donner l'asile à Issa qui est innocent, et aussi en utilisant notamment le chantage envers Tommy Brue qui a du faire disparaître les preuves du  blanchiment d'argent de son père en prenant sa succession. Annabel parvient à convaincre Issa de faire don de l'argent à l'association d'Abdullah, dans l'espoir que ce dernier détournera de l'argent vers une compagnie maritime servant de façade à Al-Qaida et qui à fait précédemment escale au Yémen en guerre en livrant des armes.
Bachmann prévoit d'utiliser cette preuve de la culpabilité d'Abdullah, afin de piéger ensuite au plus haut l'organisation terroriste et Martha dont Jamal, le fils d'Abdullah, est également un de ses indics. Le plan est approuvé par le ministère de l'Intérieur allemand, ainsi que par Martha Sullivan pour la CIA qui semble être alliée à Bachmann. Ce dernier garantit l'asile sur le territoire allemand à Issa dont Annabel lui remet ensuite son titre d'asile à Hambourg que lui a donné Backmann qui est ainsi fidèle à sa promesse. Abdullah se rend à la banque où se trouvent Annabel, Issa et Brue, afin de faire la transaction ainsi que de transférer de l'argent à la compagnie maritime que le Dr Abdullah signe en dernier en changeant le compte d'une seule des ONG qui sont les receveurs destinataires officiels du transfert des anciens fonds du père d'Issa Karpov. 
Pensant faire ensuite d'Abdullah un informateur, Bachmann qui se fait passer pour un chauffeur de taxi, veut le prendre comme « client », mais la voiture est neutralisée par des agents de la CIA, commandités par Mohr et Martha Sullivan également présente sur les lieux, qui embarquent Abdullah et Issa Karpov. Comprenant qu'il a été berné, Bachmann hurle de colère, sous les regards choqués d'Annabel et de Tommy Brue, puis il quitte les lieux, vaincu par ce coup de force imprévu.

## Fiche technique
- Titre français : Un homme très recherché
- Titre original : A Most Wanted Man
- Réalisation : Anton Corbijn
- Scénario : Andrew Bovell, d'après le roman Un homme très recherché (A Most Wanted Man) de John le Carré
- Musique : Herbert Grönemeyer
- Direction artistique : Sebastian T. Krawinkel
- Costumes : Nicole Fischnaller
- Montage : Claire Simpson
- Photographie : Benoît Delhomme
- Production : Andrea Calderwood, Simon Cornwell, Stephen Cornwell, Gail Egan, Malte Grunert et Helge Sasse
- Sociétés de production : Amusement Park Films, Demarest Films, Film Four, The Ink Factory et Potboiler Productions
- Sociétés de distribution :  Entertainment One,  Mars Distribution
- Pays d’origine : Royaume-Uni, Allemagne, États-Unis
- Budget : 15 millions de dollars[4]
- Langue : Anglais
- Durée : 121 minutes
- Format : Couleurs - 35 mm - 2.35:1 - Son Dolby numérique
- Genre : Espionnage
- Dates de sortie[5] :
  -  États-Unis : 19 janvier 2014 (festival du film de Sundance 2014), 25 juillet 2014 (sortie limitée), 1er août 2014 (sortie nationale)
  -  Royaume-Uni : 5 septembre 2014
  -  Allemagne : 11 septembre 2014
  -  France et  Belgique : 17 septembre 2014
- Classification :
  -  Classification BBFC : 15 (référence AZF312609 délivrée le 23 septembre 2014)[6],[note 1]
  -  Classification MPAA : R (certificat d'approbation no 49038)[note 2]
  -  Mention CNC : tous publics, art et essai (visa d'exploitation no 140541 délivré le 17 septembre 2014)[7]

## Distribution
- Philip Seymour Hoffman (VF : Gabriel Le Doze) : Günther Bachmann
- Rachel McAdams (VF : Élisabeth Ventura) : Annabel Richter
- Robin Wright (VF : Juliette Degenne) : Martha Sullivan
- Willem Dafoe (VF : Hervé Jolly) : Tommy Brue
- Grigori Dobryguine (VF : Benjamin Panamaria) : Issa Karpov
- Daniel Brühl (VF : Jérémy Prévost) : Max
- Nina Hoss (VF : Françoise Cadol) : Irna Frey
- Mehdi Dehbi (VF : lui-même) : Jamal
- Vicky Krieps (VF : Christèle Billault) : Nikki
- Derya Alabora : Leyla Oktay
- Martin Wuttke : l'amiral
- Kostja Ullmann : Rachid
- Rainer Bock : Dieter Mohr
- Homayoun Ershadi : Dr. Faisal Abdullah
- Herbert Grönemeyer : Michael Axelrod

Acteurs principaux
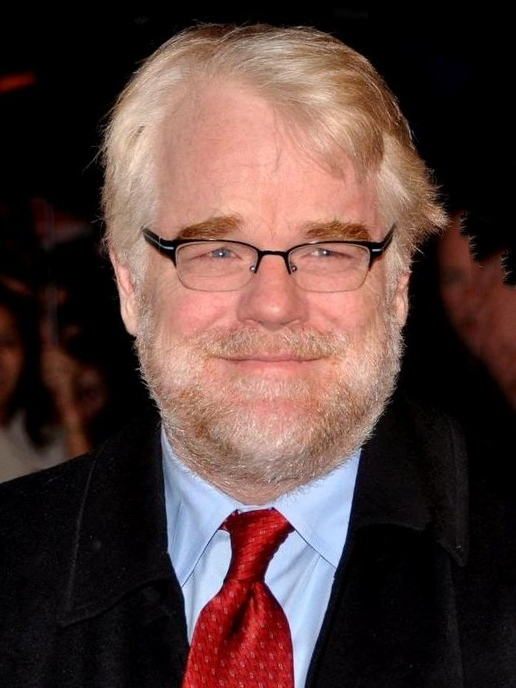
Philip Seymour Hoffman
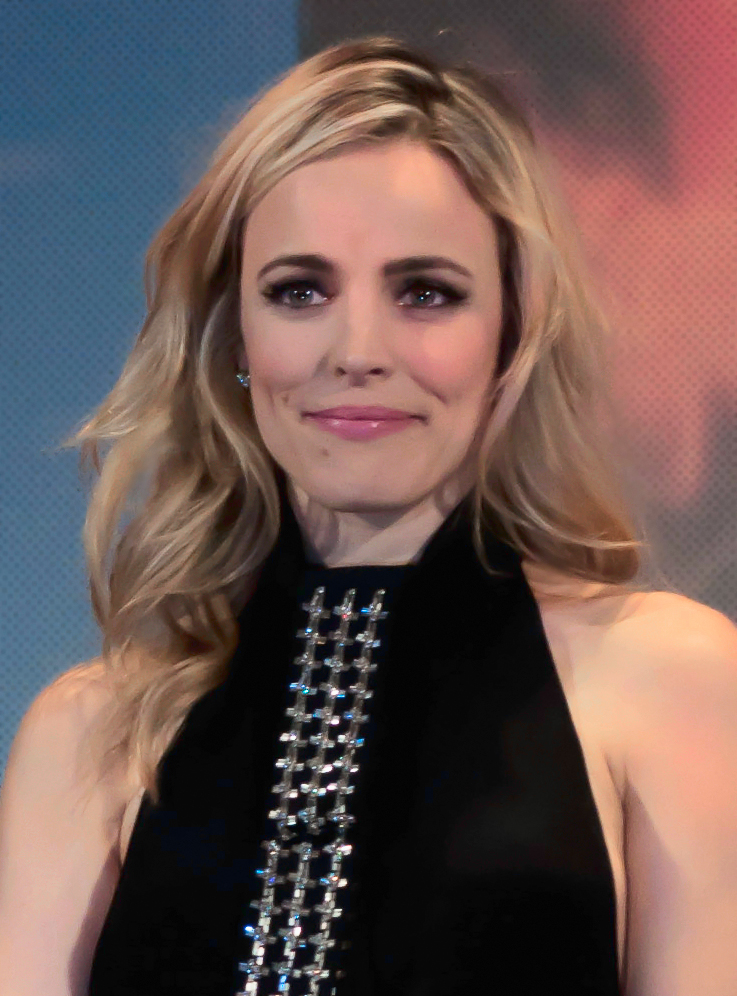
Rachel McAdams
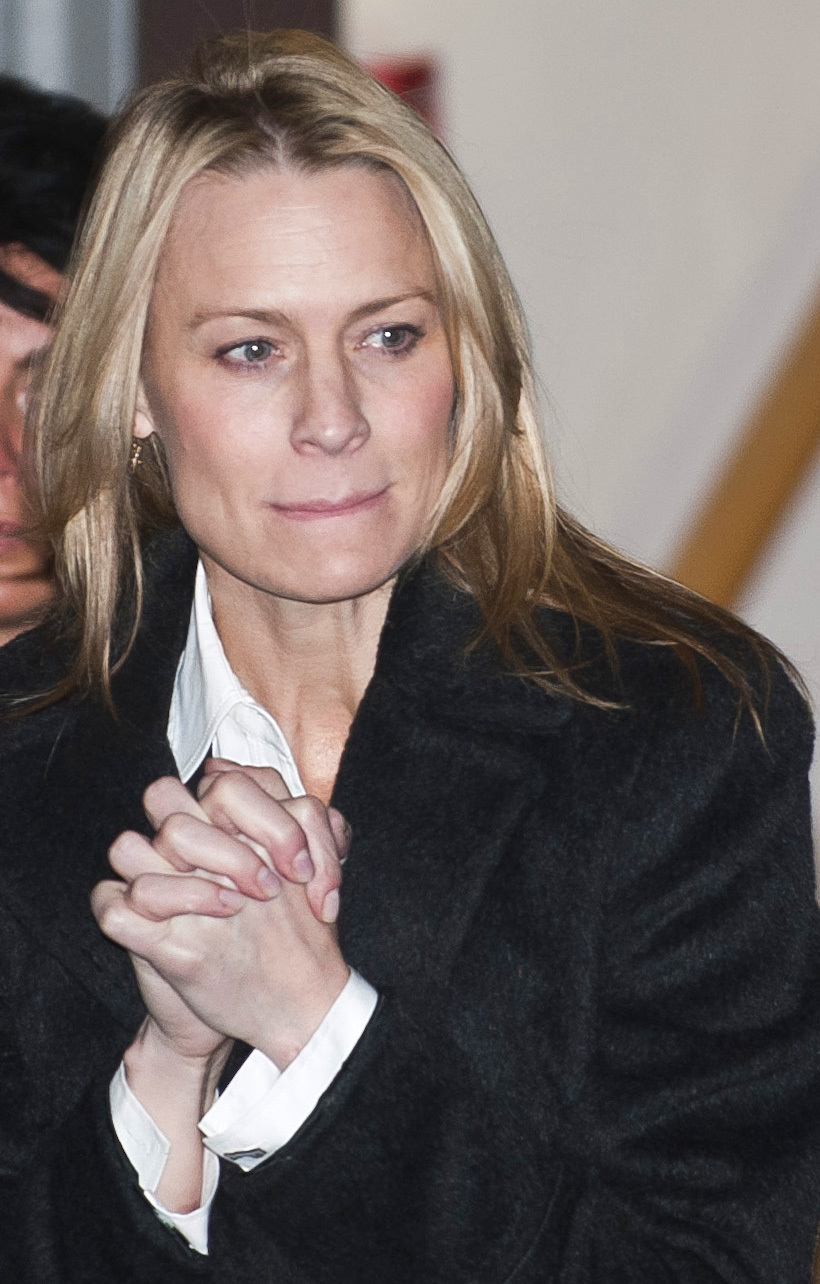
Robin Wright
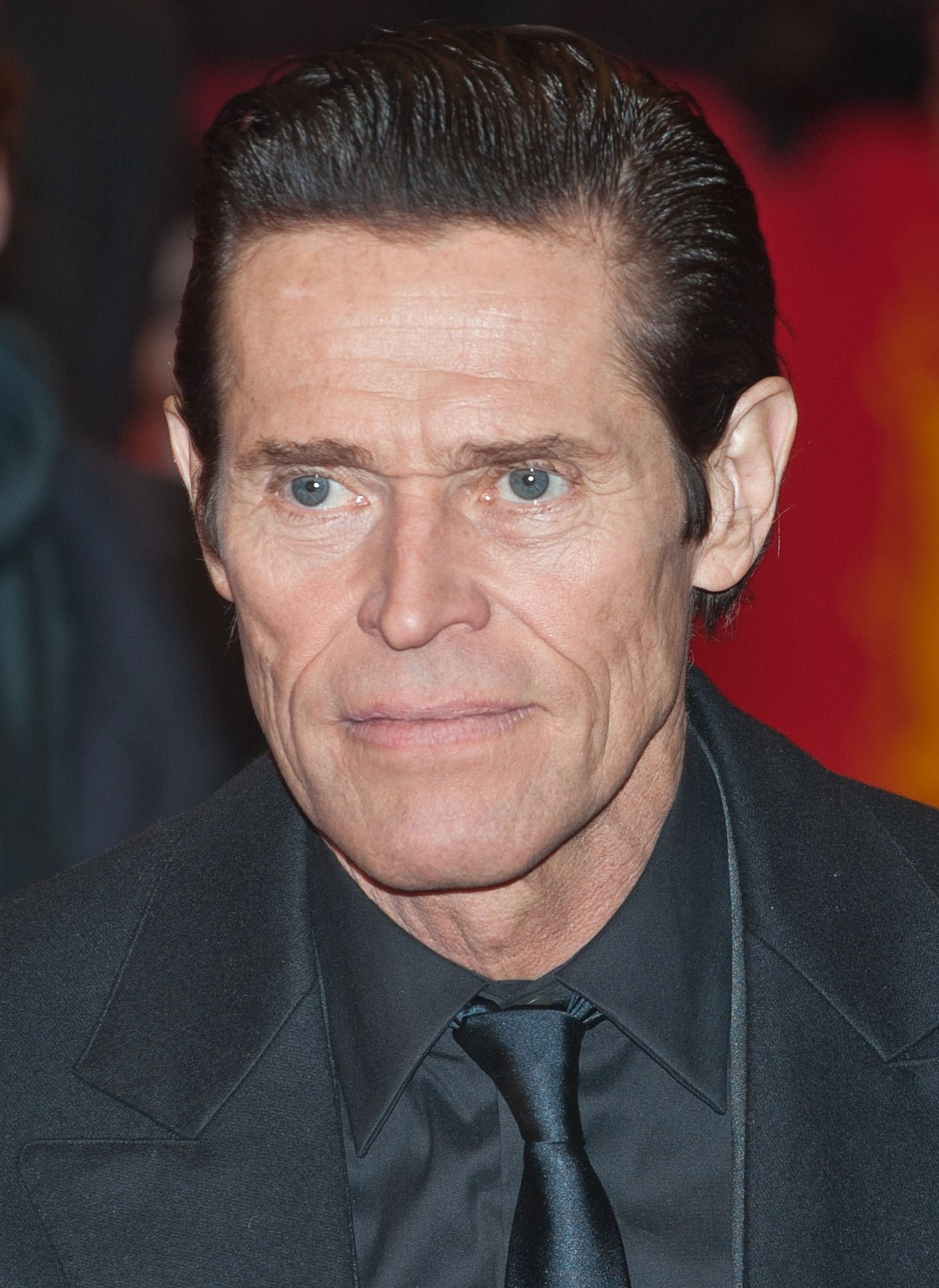
Willem Dafoe
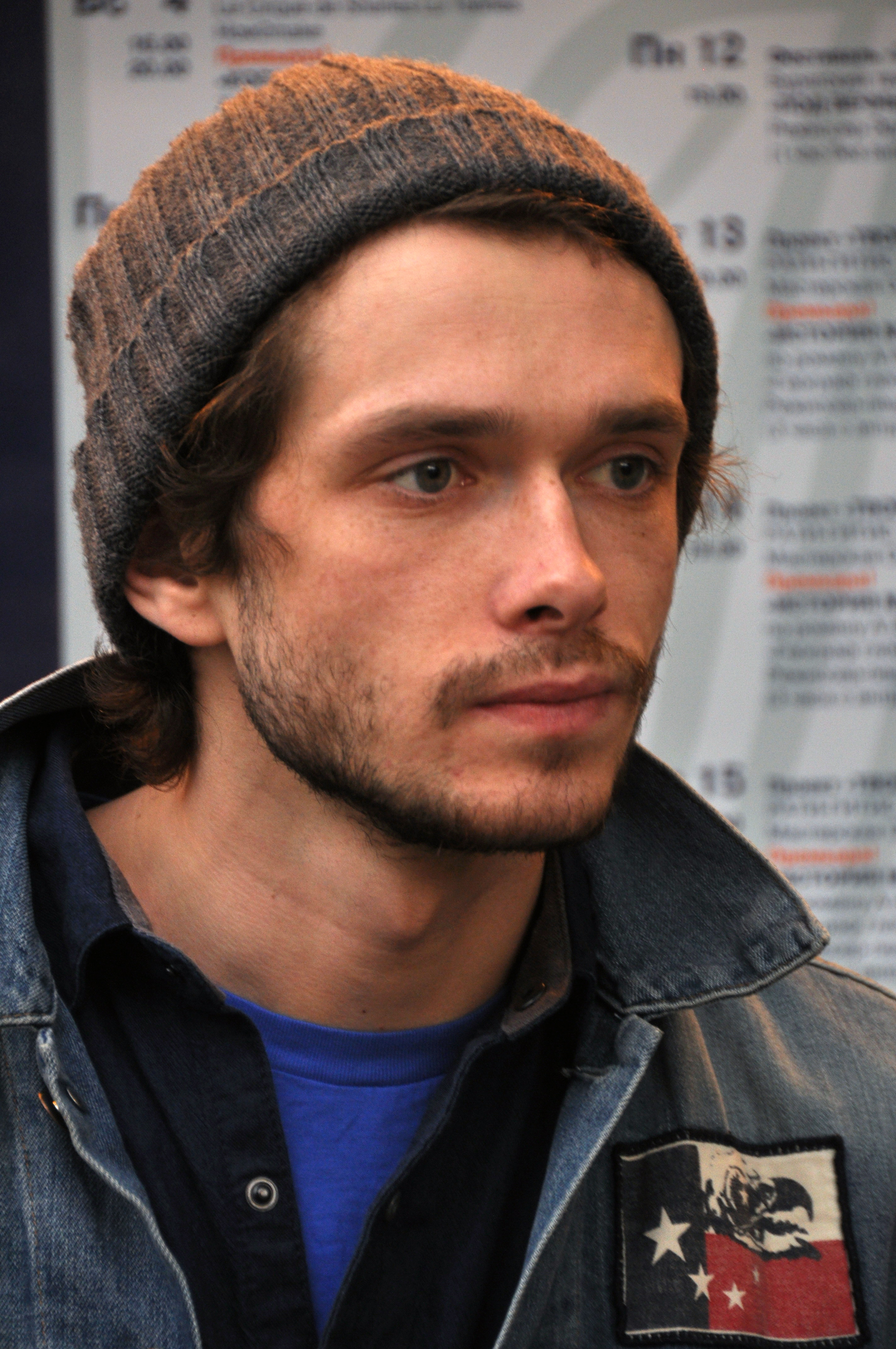
Grigori Dobryguine

 Source et légende : version française (VF) sur RS Doublageet AlloDoublage

## Production

### Développement et choix des interprètes
Un homme très recherché est l'adaptation du roman éponyme de l'écrivain britannique John Le Carré, sorti en 2008, dont l'action déroule l'intrigue à Hambourg, où l'auteur fut consul et agent du MI6 au début des années 1960. L'adaptation cinématographique est confiée au scénariste australien Andrew Bovell, auteur du film Lantana. Il dit que ce qui l'a intéressé, « c’est qu’on n’y trouve pas vraiment d’adversaire, mais plutôt une myriade de gens qui croient tous être dans leur bon droit pour des raisons très différentes » et qu'« ils s’affrontent dans un seul but : mettre à tout prix la main – pour des raisons qui leur sont propres – sur l’homme le plus recherché, sur lequel ils portent un regard distinct ». Le film est produit par Poitboiler Productions, qui avait déjà produit une adaptation d'un roman de Le Carré, The Constant Gardener et réalisé par le cinéaste Anton Corbijn, dont c'est le troisième long-métrage. Corbijn et Bovell se sont rencontrés à trois reprises, dont une à Hambourg, afin de discuter de l'adaptation. Bovell ayant écrit le script en Australie, Corbijn préfère attendre la version définitive avant d’y apporter sa touche, trouvant qu'il est « bien plus facile de travailler à partir du texte une fois qu’il est couché sur le papier » et « quand c’est fait, [il n'a] plus qu’à essayer de [se] l’approprier un peu ».
Philip Seymour Hoffman est le premier à s'engager sur le projet afin d'incarner Gunther Bachmann. La compagne de Corbijn, qui a lu le scénario, évoqua le nom de l'acteur pour interpréter le personnage, ce qui fut une évidence pour le réalisateur. Pour le rôle de l'avocate Annabel Richter, les noms de Carey Mulligan et Jessica Chastain sont évoqués, avant que Rachel McAdams ne soit finalement choisie. Pour se préparer au rôle, l'actrice prend des cours d'allemand pour travailler son accent. Afin d'incarner Issa Karpov, le réalisateur chercha un acteur peu connu et dans la mesure du possible, originaire de l'Europe de l'Est, alors que plusieurs acteurs se sont montrés intéressés,. Le rôle est confié à Grigori Dobryguine, dont « le magnétisme et l’intensité de son regard » ont sauté aux yeux de la production lors de son audition,. Les autres rôles notables sont confiés à Robin Wright pour l'agent de la CIA, personnage qu'Hoffman qualifie de « version féminine » de Bachmann, et à Willem Dafoe pour celui d'un banquier. Corbijn explique le choix de Dafoe qui « a souvent joué les sales types » et qu'il trouve « justement intéressant de le choisir pour ce personnage qui, au fond, n’est pas si mauvais ».

### Tournage
Afin de s’approprier le projet, Corbijn tenait à tourner le film à l'automne, idée partagée par Hoffman, insistant sur ce point auprès des producteurs. Le tournage s'est principalement déroulé à Hambourg et à Berlin du 19 septembre au 23 novembre 2012,. Les scènes à Hambourg furent tournées en trente-huit jours, tandis que celles de Berlin furent tournées en deux jours. Le Carré s'est rendu sur les lieux du tournage pour conseiller et encourager l'équipe, sans pour autant imposer son avis quant au travail d'adaptation. Les partenaires de Hoffman ont évoqué la formidable présence physique qu’Hoffman a su imposer sur le plateau, notamment Daniel Bruhl, qui incarne un collègue du personnage de ce dernier. Le style énergique de Corbijn a contribué à instaurer une dynamique positive sur le plateau, selon la productrice Gail Egan.

## Sortie et accueil

### Sortie du film et box-office

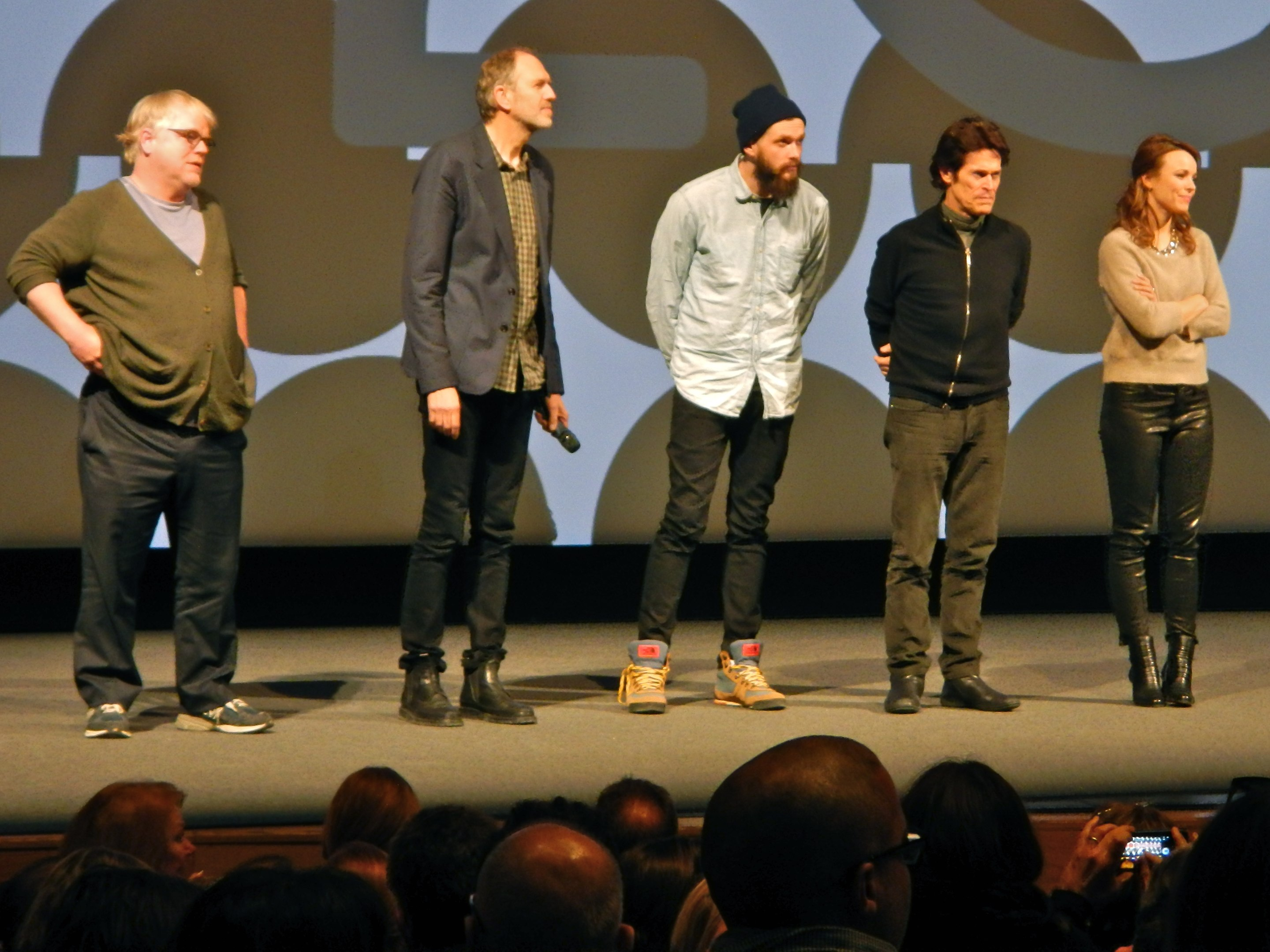
De gauche à droite : Philip Seymour Hoffman, Anton Corbijn, Grigori Dobryguine, Willem Dafoe et Rachel McAdams lors de la première du long-métrage au Festival de Sundance le 19 janvier 2014.

Le film est projeté en première au Festival de Sundance le 19 janvier 2014, où sont présents le réalisateur Anton Corbijn et trois des acteurs principaux, Rachel McAdams, Willem Dafoe et Philip Seymour Hoffman, dont c'est la dernière apparition publique avant son décès, le 2 février 2014. Il est présenté en compétition le 5 septembre 2014 au Festival du cinéma américain de Deauville, en présence d'Anton Corbijn.
Le film rencontre un succès commercial modeste, rapportant 36 233 517 $ de recettes mondiales, dont 17 237 855 $ aux États-Unis, pour un budget estimé à 15 millions. Il cumule 1 675 610 entrées en Europe, dont 210 896 entrées en France.

### Accueil critique
Un homme très recherché a globalement reçu des commentaires favorables des critiques professionnels, obtenant 88 % d'avis positifs sur le site Rotten Tomatoes, pour 142 critiques et une moyenne de 7,4⁄10 et un score de 73⁄100 sur le site Metacritic pour 42 critiques.
La plupart des critiques ont salué la performance de Philip Seymour Hoffman, dont c'est le dernier rôle de premier plan avant sa mort en février 2014,.

## Distinctions

### Récompenses
- National Board of Review Awards 2014 : top 2014 des meilleurs films indépendants

### Nominations et sélections
- Festival du film de Sundance 2014 : sélection « Premieres »

## Autour du film
Quatre personnalités de ce film ont fait partie d'un jury des longs métrages du Festival de Berlin. D'abord l'acteur Willem Dafoe en 2007, ensuite l'actrice Nina Hoss en 2011, puis le réalisateur Anton Corbijn en 2012, et enfin Daniel Bruhl en 2015.